# العكاش (الخبت)

تعديل مصدري - تعديل

العكاش هي إحدى قرى عزلة الشعافل العليا بمديرية الخبت التابعة لمحافظة المحويت، بلغ تعداد سكانها 265 نسمة حسب تعداد اليمن لعام 2004.